# Alt-Bettingen
Alt-Bettingen ist eine Wüstung nahe der Ortsgemeinde Bettingen im Eifelkreis Bitburg-Prüm in Rheinland-Pfalz.

## Geographische Lage
Die Wüstung Alt-Bettingen liegt nordöstlich von Bettingen an einem Abhang unweit der Prüm. Sie ist die einzige Wüstung im Umkreis. Die ehemalige Gemarkung Alt-Bettingen war größer als die des heutigen Bettingen (einst Frenkingen).

## Geschichte
Das Gebiet um Alt-Bettingen war schon früh besiedelt, was zahlreiche Funde belegen. Hierzu zählen Flach- und Hohlziegel sowie Keramik- und Münzfunde. Im Jahr 1925 fand man bei Bauarbeiten einen Gebälkquader aus römischer Zeit. Dieser besteht aus Muschelkalk, weist Verzierungen, konkret Akantusornamente, auf und wurde wohl als Grabdenkmal verwendet und im Mittelalter als Sarkophag umgenutzt.
Die erstmalige Erwähnung ist am 17. Februar 844 überliefert. Drei römische Gutsbezirke lagen innerhalb der Gemarkung Alt-Bettingen. Der Ort wurde nach der Pest im 17. Jahrhundert von den Bewohnern verlassen. Sie zogen nach Frenkingen, dem heutigen Bettingen.
Im Norden begrenzt der Höllenbach den bis ins 17. Jahrhundert benutzten Wohn- und Wehrplatz, die Ostseite war damals durch einen Graben geschützt. Die Ruinenfläche wird von Resten der Umfassungs- und Gebäudemauern durchzogen. Die Wände eines rechteckigen Baus und eine Turmruine in der Nordostecke des Areals sind noch zu sehen. Das Bruchsteinmauerwerk reicht an der Ostseite noch bis auf Höhe des dritten oder vierten, an der Nordseite bis zum zweiten Geschoss. Es handelt sich möglicherweise um den Turm der Kirche St. Peter.

## Denkmalschutz
Die Wüstung Alt-Bettingen steht heute unter Denkmalschutz. Das Areal darf jedoch wegen der Einsturzgefahr nicht mehr betreten werden.
Siehe auch: Liste der Kulturdenkmäler in Bettingen (Eifel)